# Anaí Ruiz
Anaí Ruiz es una deportista mexicana que compitió en taekwondo. Ganó una medalla de oro en el Campeonato Panamericano de Taekwondo de 1992 en la categoría de –43 kg.

## Palmarés internacional
| Campeonato Panamericano | Campeonato Panamericano           | Campeonato Panamericano | Campeonato Panamericano |
| Año                     | Lugar                             | Medalla                 | Categoría               |
| ----------------------- | --------------------------------- | ----------------------- | ----------------------- |
| 1992                    | Colorado Springs (Estados Unidos) | Medalla de oro          | –43 kg                  |